# 플랜츠 vs. 좀비 (비디오 게임 시리즈)
《플랜츠 vs. 좀비》(영어: Plants vs. Zombies)는 팝캡 게임즈가 개발하여 일렉트로닉 아츠가 출시하는 비디오 게임 시리즈이다. 2009년에 첫 작품이 발매되었다.

## 시리즈

### 메인 시리즈
- 플랜츠 vs. 좀비(Plants vs. Zombies, 2009)
- 플랜츠 vs. 좀비 2(Plants vs. Zombies 2, 2013)
- 플랜츠 vs. 좀비 3(Plants vs. Zombies 3, 2020)

### 가든 워페어 시리즈
- 플랜츠 vs. 좀비: 가든 워페어(Plants vs. Zombies: Garden Warfare, 2014)
- 플랜츠 vs. 좀비: 가든 워페어 2(Plants vs. Zombies: Garden Warfare 2, 2016)
- 플랜츠 vs. 좀비: 네이버빌의 대난투(Plants vs. Zombies: Battle for Neighborville, 2019)

### 스핀오프 시리즈
- 플랜츠 vs. 좀비 어드벤처(Plants vs. Zombies Adventures, 2012)
- 플랜츠 vs. 좀비: 히어로즈(Plants vs. Zombies Heroes, 2016)